# Tiếng Sioux
Tiếng Sioux thuộc ngữ hệ Sioux được sử dụng bởi hơn 30.000 Sioux ở Hoa Kỳ và Canada, làm cho nó trở thành ngôn ngữ bản địa được nói nhiều thứ năm ở Hoa Kỳ hoặc Canada, sau các ngôn ngữ Navajo, Cree, Inuit và Ojibwe.

## Truyền bá
Nó được phân phối ở phía bắc của Hoa Kỳ (giữa Great Lakes và Rocky Mountains - ở các bang Bắc và Nam Dakota, Nebraska, Minnesota, Montana) và ở miền nam và miền trung Canada (ở các tỉnh Manitoba và Saskatchewan).
Ước tính tổng số người vận chuyển Sioux thay đổi từ 10 đến 26 nghìn người (cuối thế kỷ 20). Ở một số cộng đồng, Sioux tiếp tục được trẻ em tiếp thu.

## Phân loại
Sioux thuộc ngôn ngữ Siuan. Cùng với các ngôn ngữ, Assiniboine và Stouni tạo thành nhóm Dakota. Theo quan điểm phổ biến nhất, đó là một nhóm các phương ngữ liên quan chặt chẽ, các phương ngữ chính (từ đông sang tây):
- Santi Sisseton (Đông Dakota),
- Yankton-Yanktonai (Tây Dakota) (Ihą′ktʿųwą-Ihą′ktʿųwąna),
- Teton (lakota, hoặc lakhhot; Lakʻota).

Đôi khi phương ngữ Sioux được coi là ngôn ngữ riêng biệt. Thêm chi tiết của Lakota nghiên cứu khác.

## Ngữ pháp
Giống như các ngôn ngữ Siouan khác, Sioux thuộc loại tổng hợp. Hầu hết các phạm trù hình thái được tập trung ở dạng động từ. Tính năng nổi tiếng nhất của Sioux là cấu trúc hoạt động, đòi hỏi phải thể hiện vai trò ngữ nghĩa (tác nhân và bệnh nhân), bất kể tính chuyển động của động từ.
Trong Sioux, hoạt động không được phản ánh trong các trường hợp danh nghĩa, nhưng trong các tiền tố động từ. Do đó, ý nghĩa của Nặng I, trong vai trò của một tác nhân được truyền bởi tiền tố động từ nguyên tắc wa - và trong vai trò của bệnh nhân, nó được truyền bởi tiền tố ma -. Giá trị của "bạn" trong vai trò của tác nhân được truyền bởi tiền tố ya -, trong vai trò của bệnh nhân - ni -. Ví dụ, trong các động từ chuyển tiếp chủ động: a-hí, tôi đã đến, ya-hí bạn đã đến, nhưng trong các động từ nội động từ không hoạt động: ma-hą́ske Tôi là một người cao, ni-h-ske của bạn là người cao. Các tiền tố tương tự được sử dụng trong các động từ chuyển tiếp: ma-ya-'kte "bạn-giết-tôi".

## Viết
Tiếng Siuox có truyền thống nghiên cứu lâu đời và được viết trong khoảng 150 năm. Viết trên cơ sở đồ họa Latinh. Ban đầu nó được các nhà truyền giáo giới thiệu để dịch Kinh thánh, và sau đó các nhà nghiên cứu, giáo viên và người bản ngữ bắt đầu sử dụng Sioux. Có ít nhất 11 cách viết khác nhau.